# Crocidura armenica
Crocidura armenica е вид бозайник от семейство Земеровкови (Soricidae).

## Разпространение
Видът е разпространен в Азербайджан и Армения.